# Lion d'or
Cet article concerne la récompense cinématographique. Pour la salle de spectacle de Montréal, voir Lion d'Or. Pour les autres significations, voir Lion d'or (homonymie).
Ne pas confondre avec le Lion d'or pour la carrière qui  récompense une carrière émérite.
 (septembre 2024).
Si vous disposez d'ouvrages ou d'articles de référence ou si vous connaissez des sites web de qualité traitant du thème abordé ici, merci de compléter l'article en donnant les références utiles à sa vérifiabilité et en les liant à la section « Notes et références ».

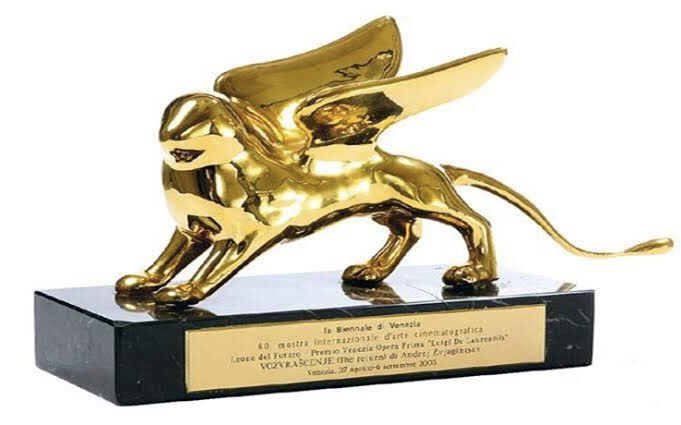
Le trophée du Lion d'or.

Le Lion d'or ou Lion d'or du meilleur film (Leone d'oro al miglior film) est la principale récompense attribuée à un film au cours de la Mostra de Venise depuis 1949. Ce prix a d'abord été appelé Lion de Saint Marc puis Grand prix international de Venise avant de prendre son nom actuel en 1954.

## Historique
Le prix attribué au meilleur film ne porte ce nom exact que depuis 1954, c'était auparavant, de 1949 à 1953, le « Lion de Saint Marc », et en 1947 et 1948, le « Grand prix international de Venise ». Précédemment, et jusqu'en 1942, la plus haute distinction du festival était la « Coupe Mussolini ». Le lion est le symbole de la ville de Venise.
Après les contestations de 1968, le Lion d'or n'a pas été décerné de 1969 à 1979.[réf. nécessaire]
À ce jour[Quand ?], quatre réalisateurs ont réussi à obtenir deux fois le Lion d'or : André Cayatte (en 1950 et 1960), Louis Malle (en 1980 et 1987), Zhang Yimou (en 1992 et 1999) et Ang Lee (en 2005 et 2007).
À ce jour[Quand ?], sept femmes ont remporté le Lion d'or : Margarethe von Trotta (1981), Agnès Varda (1985), Mira Nair (2001), Sofia Coppola (2010), Chloé Zhao (2020), Audrey Diwan (2021) et Laura Poitras (2022).
À noter qu'il existait une autre récompense, aujourd'hui disparue[réf. nécessaire], appelée le Lion d'or de Cannes, qui récompensait chaque année les meilleures campagnes de publicité.

## Palmarès
| Année       | Film                                                          | Titre original                                     | Réalisateur            | Pays                           |
| ----------- | ------------------------------------------------------------- | -------------------------------------------------- | ---------------------- | ------------------------------ |
| 1949        | Manon                                                         | Manon                                              | Henri-Georges Clouzot  | France                         |
| 1950        | Justice est faite                                             | Justice est faite                                  | André Cayatte          | France                         |
| 1951        | Rashōmon                                                      | 羅生門                                             | Akira Kurosawa         | Japon                          |
| 1952        | Jeux interdits                                                | Jeux interdits                                     | René Clément           | France                         |
| 1953        | Non décerné                                                   | Non décerné                                        | Non décerné            | Non décerné                    |
| 1954        | Roméo et Juliette                                             | Romeo and Juliet                                   | Renato Castellani      | Italie                         |
| 1955        | La Parole                                                     | Ordet                                              | Carl T. Dreyer         | Danemark                       |
| 1956        | Pas de récompense                                             | Pas de récompense                                  | Pas de récompense      | Pas de récompense              |
| 1957        | L'Invaincu                                                    | অপরাজিত, Aparajito                                   | Satyajit Ray           | Inde                           |
| 1958        | L'Homme au pousse-pousse                                      | 無法松の一生, Muhomatsu no issho                   | Hiroshi Inagaki        | Japon                          |
| 1959        | Le Général Della Rovere                                       | Il generale Della Rovere                           | Roberto Rossellini     | Italie                         |
| 1959        | La Grande Guerre                                              | La Grande Guerra                                   | Mario Monicelli        | Italie                         |
| 1960        | Le Passage du Rhin                                            | Le Passage du Rhin                                 | André Cayatte          | France                         |
| 1961        | L'Année dernière à Marienbad                                  | L'Année dernière à Marienbad                       | Alain Resnais          | France                         |
| 1962        | Journal intime                                                | Cronaca familiare                                  | Valerio Zurlini        | Italie                         |
| 1962        | L'Enfance d'Ivan                                              | Иваново детство                                    | Andreï Tarkovski       | Union soviétique               |
| 1963        | Main basse sur la ville                                       | Le mani sulla città                                | Francesco Rosi         | Italie                         |
| 1964        | Le Désert rouge                                               | Il deserto rosso                                   | Michelangelo Antonioni | Italie                         |
| 1965        | Sandra                                                        | Vaghe stelle dell'Orsa                             | Luchino Visconti       | Italie                         |
| 1966        | La Bataille d'Alger                                           | La Battaglia di Algeri, معركة الجزائر              | Gillo Pontecorvo       | Italie / Algérie               |
| 1967        | Belle de jour                                                 | Belle de jour                                      | Luis Buñuel            | France                         |
| 1968        | Les Artistes sous les chapiteaux : Perplexes                  | Die Artisten in der Zirkuskuppel: Ratlos           | Alexander Kluge        | Allemagne                      |
| 1969        | Pas de compétition                                            | Pas de compétition                                 | Pas de compétition     | Pas de compétition             |
| 1970        | Pas de compétition                                            | Pas de compétition                                 | Pas de compétition     | Pas de compétition             |
| 1971        | Pas de compétition                                            | Pas de compétition                                 | Pas de compétition     | Pas de compétition             |
| 1972        | Pas de compétition                                            | Pas de compétition                                 | Pas de compétition     | Pas de compétition             |
| 1973 à 1978 | Pas d'organisation                                            | Pas d'organisation                                 | Pas d'organisation     | Pas d'organisation             |
| 1979        | Pas de compétition                                            | Pas de compétition                                 | Pas de compétition     | Pas de compétition             |
| 1980        | Gloria                                                        | Gloria                                             | John Cassavetes        | États-Unis                     |
| 1980        | Atlantic City                                                 | Atlantic City                                      | Louis Malle            | France                         |
| 1981        | Les Années de plomb                                           | Die Bleierne Zeit                                  | Margarethe von Trotta  | Allemagne                      |
| 1982        | L'État des choses                                             | Der Stand der Dinge                                | Wim Wenders            | Allemagne                      |
| 1983        | Prénom Carmen                                                 | Prénom Carmen                                      | Jean-Luc Godard        | France / Suisse                |
| 1984        | L'Année du soleil calme                                       | Rok spokojnego słońca                              | Krzysztof Zanussi      | Pologne                        |
| 1985        | Sans toit ni loi                                              | Sans toit ni loi                                   | Agnès Varda            | France                         |
| 1986        | Le Rayon vert                                                 | Le Rayon vert                                      | Éric Rohmer            | France                         |
| 1987        | Au revoir les enfants                                         | Au revoir les enfants                              | Louis Malle            | France                         |
| 1988        | La Légende du saint buveur                                    | La Leggenda del santo bevitore                     | Ermanno Olmi           | Italie                         |
| 1989        | La Cité des douleurs                                          | 悲情城市, Bēiqíng chéngshì                         | Hou Hsiao-hsien        | Taïwan                         |
| 1990        | Rosencrantz et Guildenstern sont morts                        | Rosencrantz & Guildenstern Are Dead                | Tom Stoppard           | Royaume-Uni                    |
| 1991        | Urga                                                          | Урга — территория любви                            | Nikita Mikhalkov       | Union soviétique               |
| 1992        | Qiu Ju, une femme chinoise                                    | 秋菊打官司, Qiu Ju da guan si                      | Zhang Yimou            | Chine                          |
| 1993        | Short Cuts                                                    | Short Cuts                                         | Robert Altman          | États-Unis                     |
| 1993        | Trois Couleurs : Bleu                                         | Trois Couleurs : Bleu                              | Krzysztof Kieślowski   | Pologne                        |
| 1994        | Before the Rain                                               | Пред дождот, Pred doždot                           | Milcho Manchevski      | Macédoine                      |
| 1994        | Vive l'amour                                                  | 愛情萬歲, Aiqing wansui                            | Tsai Ming-liang        | Taïwan                         |
| 1995        | Cyclo                                                         | Xích Lô                                            | Trần Anh Hùng          | France / Viêt Nam              |
| 1996        | Michael Collins                                               | Michael Collins                                    | Neil Jordan            | Irlande                        |
| 1997        | Hana-bi                                                       | はなび                                             | Takeshi Kitano         | Japon                          |
| 1998        | Mon frère                                                     | Così ridevano                                      | Gianni Amelio          | Italie                         |
| 1999        | Pas un de moins                                               | 一个都不能少, Yi ge dou bu neng shao               | Zhang Yimou            | Chine                          |
| 2000        | Le Cercle                                                     | دایره, Dayereh                                     | Jafar Panahi           | Iran                           |
| 2001        | Le Mariage des moussons                                       | Monsoon Wedding                                    | Mira Nair              | Inde                           |
| 2002        | The Magdalene Sisters                                         | The Magdalene Sisters                              | Peter Mullan           | Irlande                        |
| 2003        | Le Retour                                                     | Возвращение, Vozvrachtchenie                       | Andreï Zviaguintsev    | Russie                         |
| 2004        | Vera Drake                                                    | Vera Drake                                         | Mike Leigh             | Royaume-Uni                    |
| 2005        | Le Secret de Brokeback Mountain                               | Brokeback Mountain                                 | Ang Lee                | États-Unis                     |
| 2006        | Still Life                                                    | 三峡好人, Sanxia haoren                            | Jia Zhangke            | Chine                          |
| 2007        | Lust, Caution                                                 | 色、戒, Sè, Jiè                                    | Ang Lee                | Taïwan                         |
| 2008        | The Wrestler                                                  | The Wrestler                                       | Darren Aronofsky       | États-Unis                     |
| 2009        | Lebanon                                                       | Lebanon                                            | Samuel Maoz            | Israël                         |
| 2010        | Somewhere                                                     | Somewhere                                          | Sofia Coppola          | États-Unis                     |
| 2011        | Faust                                                         | Faust                                              | Alexandre Sokourov     | Russie                         |
| 2012        | Pieta                                                         | 피에타                                             | Kim Ki-duk             | Corée du Sud                   |
| 2013        | Sacro GRA                                                     | Sacro GRA                                          | Gianfranco Rosi        | Italie                         |
| 2014        | Un pigeon perché sur une branche philosophait sur l'existence | En Duva Satt På en Gren och Funderade På Tillvaron | Roy Andersson          | Suède                          |
| 2015        | Les Amants de Caracas                                         | Desde allá                                         | Lorenzo Vigas          | Mexique / Venezuela            |
| 2016        | La Femme qui est partie                                       | Ang babaeng humayo                                 | Lav Diaz               | Philippines                    |
| 2017        | La Forme de l'eau                                             | The Shape of Water                                 | Guillermo del Toro     | États-Unis                     |
| 2018        | Roma                                                          | Roma                                               | Alfonso Cuarón         | Mexique                        |
| 2019        | Joker                                                         | Joker                                              | Todd Phillips          | États-Unis                     |
| 2020        | Nomadland                                                     | Nomadland                                          | Chloé Zhao             | États-Unis                     |
| 2021        | L'Événement                                                   | L'Événement                                        | Audrey Diwan           | France                         |
| 2022        | Toute la beauté et le sang versé                              | All the Beauty and the Bloodshed                   | Laura Poitras          | États-Unis                     |
| 2023        | Pauvres Créatures                                             | Poor Things                                        | Yórgos Lánthimos       | États-Unis Royaume-Uni Irlande |
| 2024        | La Chambre d'à côté                                           | La habitación de al lado                           | Pedro Almodóvar        | Espagne                        |

### Autres Lion d'or
Durant quelques années, après la reprise compétitive du Festival, des lions d'or spéciaux ont été attribués, le palmarès se limitant à 3 ou 4 prix.
- Lion de Saint Marc pour le meilleur film culturel ( leone di san marco per il miglior film culturale )
  - 1960 : Les Années folles de Henri Torrent •  France
  - 1961 : Mesto v noci de Bruno Sefranka
- Lion d'or du nouveau cinéma (Leone d'oro premio cinema nuovo)
  - 1980 : Alexandre le Grand (Ο Μεγαλέξανδρος, O Megalexandros) de Theo Angelopoulos •  Grèce
- Lion d'or du premier film (Leone d'oro opera prima)
  - 1980 :  Ajándék ez a nap de Péter Gothár •  Hongrie
  - 1981 : Te souviens-tu de Dolly Bell ? (Sjećaš li se Doli Bel) de Emir Kusturica •  Yougoslavie
  - 1982 : 
    - De smaak van water (nl) de Orlow Seunke •  Pays-Bas
    - Sciopèn (en) de Luciano Odorisio •  Italie

Chaque année, plusieurs personnalités sont récompensés à travers un Lion d'or d'honneur.

## Récompenses multiples
- 2 : André Cayatte, Ang Lee, Louis Malle, Zhang Yimou